# Phil Coppess
Phil Coppess (* 2. September 1954) ist ein ehemaliger US-amerikanischer Marathonläufer.
In der Mitte der 1980er Jahre gehörte er zu den besten US-Marathonläufern, obwohl er vollzeit in einer Fabrik arbeitete. 1981 gewann er den Chicago-Marathon und den Rocket City Marathon in Huntsville. 1982 wurde er Sechster beim London-Marathon. 1985 siegte er beim Twin Cities Marathon mit seiner persönlichen Bestzeit von 2:10:05 h und stellte damit einen Streckenrekord auf, der bis 2016 Bestand hatte.
Sein letzter Marathon war der US-Ausscheidungskampf für die Olympischen Spiele 1988, bei dem er in 2:30:45 auf den 55. Platz kam.